# Palpares alopecinus
Palpares alopecinus is een insect uit de familie van de mierenleeuwen (Myrmeleontidae), die tot de orde netvleugeligen (Neuroptera) behoort. 
Palpares alopecinus is voor het eerst wetenschappelijk beschreven door Navás in 1914.